# Адольф Штельцер
Адольф Штельцер (нім. Adolf Stelzer, 1 вересня 1908 — 30 квітня 1977) — швейцарський футболіст, що грав на позиції півзахисника.
Виступав, зокрема, за клуб «Лозанна», а також національну збірну Швейцарії, у складі якої був учасником чемпіонату світу 1938 року.

## Клубна кар'єра
У дорослому футболі дебютував 1929 року виступами за команду клубу «Цюрих», в якій провів три сезони. В чемпіонаті Швейцарії 1932 року клуб Штельцера виграв Групу 1 і вийшов до фінального турніру для чотирьох команд. «Цюрих» і «Лозанна» набрали однакому кількість очок і для визначення чемпіона був призначений додатковий матч між цими суперниками, що відбувся 3 липня 1932 року. «Цюрих» поступився з рахунком 2:5 і залишився срібним призером чемпіонату.
Своєю грою за цю команду привернув увагу представників тренерського штабу клубу «Лозанна», до складу якого приєднався 1933 року. В сезоні 1934–1935 виграв з клубом чемпіонат Швейцарії. «Лозанна» на одне очко випередила «Серветт». В цьому ж році команда здобула Кубок Швейцарії, розгромивши у фіналі «Нордштерн» з рахунком 10:0 (один з голів на рахунку Штельцера).
В чемпіонаті 1935—1936 «Лозанна» вдруге поспіль стала переможцем. Влітку клуб взяв участь в Кубку Мітропи. Швейцарські клуби вперше отримали запрошення виступити в турнірі і розпочинали свій шлях в кваліфікаційному раунді. Всі чотири команди зі Швейцарії не змогли пройти цю стадію. «Лозанна» зустрічалась з чехословацьким клубом «Жиденіце» і в першому матчі програла з рахунком 0:5. Вдома клуб з Лозанни виграв з рахунком 2:1, але далі пройшов суперник.
В 1937 році «Лозанна» невдало виступила в чемпіонаті, опустившись на восьме місце. В кубку команда дійшла до фіналу, де з великим рахунком програла «Грассгопперу» — 0:10. Також клуб дістався фіналу національного кубка в 1939 році, де переміг «Нордштерн» (Базель) з рахунком 2:0.
В сезоні 1939-40 грав за «Грассгоппер», з яким став третім призером чемпіонату. Ненадовго повернувся в «Лозанну», після чого перейшов у клуб «Ла Шо-де-Фон», за команду якого виступав протягом 1940—1942 років.
Помер 30 квітня 1977 року на 69-му році життя.

## Виступи за збірну
1930 року дебютував в офіційних матчах у складі національної збірної Швейцарії. Протягом кар'єри у національній команді, яка тривала 12 років, провів у формі головної команди країни 21 матч, забивши 1 гол.
У складі збірної був учасником чемпіонату світу 1938 року у Франції, де взяв участь у програному з рахунком 0:2 матчі проти збірної Угорщини.

## Різне
Його батько Адольф Штельцер І (16.07.1882–12.06.1950) також був футболістом, що грав у 1905-1914 роках, зокрема, за «Цюрих», «Ла Шо-де-Фон» та інші команди.

## Статистика виступів

### Статистика виступів в чемпіонаті
Виступи у вищому дивізіоні чемпіонату Швейцарії в складі «Цюриха» в 1930-33 роках і інших клубів, починаючи з сезону 1933/34.
| Сезон                                  | Матчі | Голи | Клуб         |
| -------------------------------------- | ----- | ---- | ------------ |
| Чемпіонат Швейцарії 1930/31            | 11    | 2    | Цюрих        |
| Чемпіонат Швейцарії 1931/32            | 20    | 0    | Цюрих        |
| Чемпіонат Швейцарії 1932/33            | 10    | 0    | Цюрих        |
| Перехідний чемпіонат Швейцарії 1932/33 | 6     | 1    | Цюрих        |
| Чемпіонат Швейцарії 1933/34            | 25    | 4    | Лозанна      |
| Чемпіонат Швейцарії 1934/35            | 23    | 6    | Лозанна      |
| Чемпіонат Швейцарії 1935/36            | 18    | 3    | Лозанна      |
| Чемпіонат Швейцарії 1936/37            | 17    | 3    | Лозанна      |
| Чемпіонат Швейцарії 1937/38            | 21    | 1    | Лозанна      |
| Чемпіонат Швейцарії 1938/39            | 22    | 0    | Лозанна      |
| Чемпіонат Швейцарії 1939/40            | 20    | 2    | Грассгоппер  |
| Чемпіонат Швейцарії 1940/41            | 4     | 0    | Лозанна      |
| Чемпіонат Швейцарії 1940/41            | 13    | 2    | Ла Шо-де-Фон |
| Чемпіонат Швейцарії 1941/42            | 25    | 2    | Ла Шо-де-Фон |
| РАЗОМ                                  |       |      |              |

### Статистика виступів у Кубку Мітропи
| №                      | Розіграш               | Стадія                 | Дата та місце проведення | Команда 1              | Рахунок | Команда 2       | Голи |
| ---------------------- | ---------------------- | ---------------------- | ------------------------ | ---------------------- | ------- | --------------- | ---- |
| 1                      | 1936                   | кв. раунд              | 7.06.1936 Брно           | Жиденіце (Брно)        | 5:0     | Лозанна         |      |
| 2                      | 1936                   | кв. раунд              | 14.06.1936 Лозанна       | Лозанна                | 2:1     | Жиденіце (Брно) |      |
| Всього у кубку Мітропи | Всього у кубку Мітропи | Всього у кубку Мітропи | Всього у кубку Мітропи   | Всього у кубку Мітропи | 2       |                 | 0    |

## Титули і досягнення
- Чемпіон Швейцарії (2):

«Лозанна»: 1934-1935, 1935-1936
- Срібний призер чемпіонату Швейцарії (1):

«Цюрих»: 1931-1932
- Володар Кубка Швейцарії (2):

«Лозанна»: 1934-1935, 1938-1939